# Synallaxe guiouti
Synallaxis cinnamomea
Espèce
Répartition géographique
Statut de conservation UICN

 LC  : Préoccupation mineure
Le Synallaxe guiouti (Synallaxis cinnamomea) est une espèce de passereaux de la famille des Furnariidae.

## Répartition et sous-espèces
Selon la classification de référence du Congrès ornithologique international (15.1, 2025) il se répartit en sept sous-espèces (ordre phylogénique) :
- S. c. carri Chapman, 1895 — Trinité plus ténébreux ;
- S. c. terrestris Jardine, 1847 — Tobago ;
- S. c. cinnamomea Lafresnaye, 1843 — serranía de Perijá et environs ;
- S. c. aveledoi Phelps & Phelps Jr, 1946 — cordillère Orientale (Colombie) et de la cordillère de Mérida (Venezuela) ;
- S. c. bolivari Hartert, 1917 — cordillère de la Costa ;
- S. c. striatipectus Chapman, 1899 — cordillère de la Costa (est) ;
- S. c. pariae Phelps & Phelps Jr., 1949 — péninsule de Paria.